# فیلم هنری

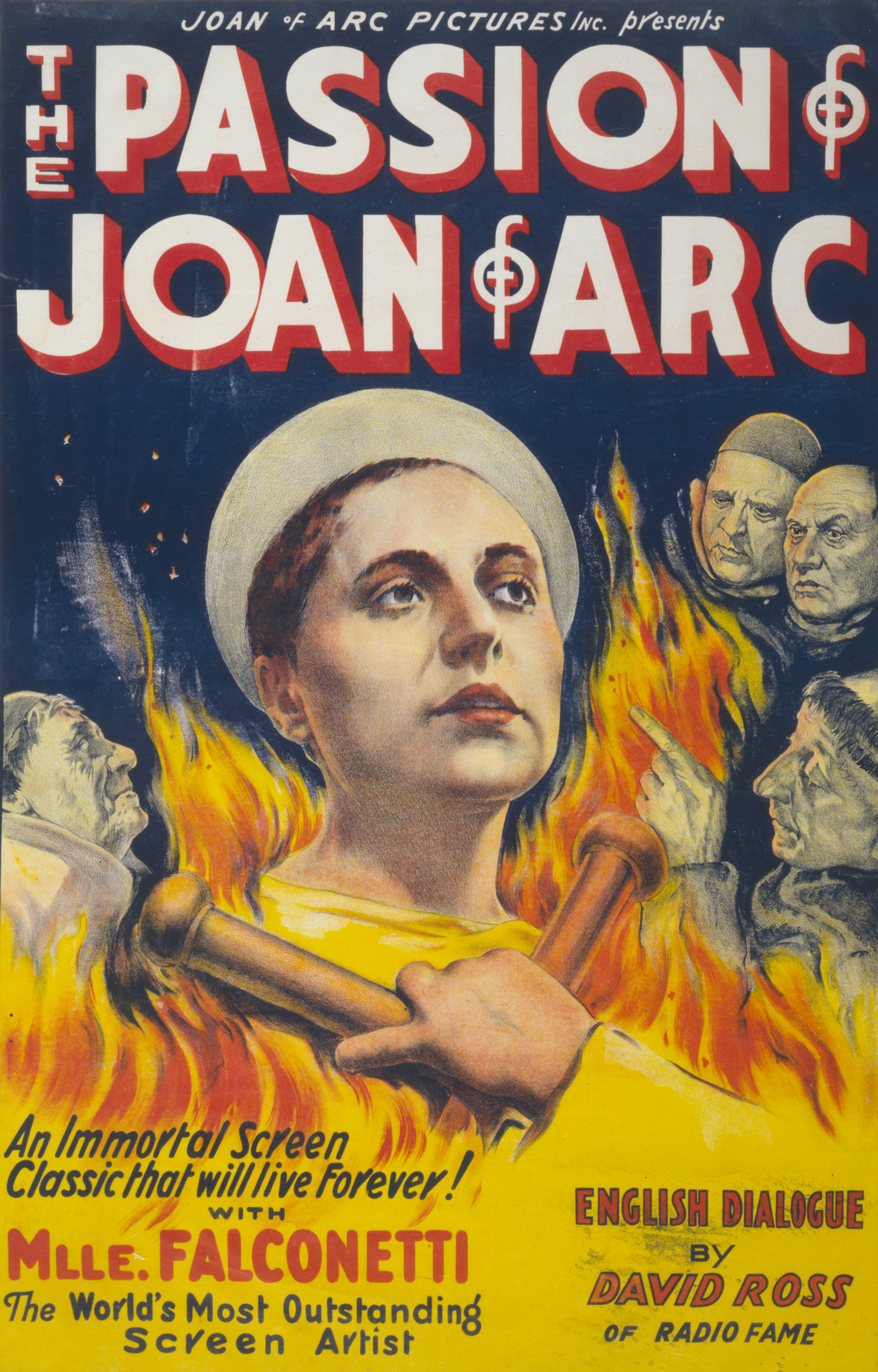
مصائب ژاندارک از نمونه فیلم های هنری مطرح در سطح جهان می‌باشد که توسط منتقدان بسیاری نقد و بررسی شده است.

فیلم هنری یکی از سبک‌های فیلم سینمای مستقل است که هدفش جذب مخاطب خاص به‌جای مخاطب عام سینما است. اینگونه فیلم‌ها به ندرت از حمایت مالی موسسه‌های فیلمسازی برخوردار می‌شوند و اغلب دارای بودجه پایین، جلوه‌های ویژه کم و بازیگران غیر مشهور هستند. کارگردانان فیلم‌های هنری به دلیل این محدودیت‌ها بیشتر از بازیگران کمتر شناخته شده و حتی آماتور استفاده می‌کنند.